# ポーランドの首相一覧
ポーランドの首相一覧（ポーランドのしゅしょういちらん）は、ポーランドの歴代の首相の一覧。

## 歴代のポーランド首相

### ポーランド摂政王国（1917年 - 1918年）
| 代 | 首相の氏名                                             | 首相の氏名 | 在任期間                       |
| -- | ------------------------------------------------------ | ---------- | ------------------------------ |
| 1  | ヤン・クハジェフスキ Jan Kucharzewski                  |            | 1917年11月26日 - 1918年2月27日 |
| 2  | アントニ・ポニコフスキ Antoni Ponikowski               |            | 1918年2月27日 - 1918年4月4日   |
| 3  | ヤン・カンティ・ステチュコフスキ Jan Kanty Steczkowski |            | 1918年4月4日 - 1918年10月2日   |
| 4  | ヤン・クハジェフスキ Jan Kucharzewski                  |            | 1918年10月2日 - 1918年10月9日  |
| 5  | ユゼフ・シフィエジンスキ Józef Świeżyński              |            | 1918年10月23日 - 1918年11月3日 |
| -  | ヴワディスワフ・ヴルブレフスキ Władysław Wróblewski    |            | 1918年11月3日 - 1918年11月14日 |

### ポーランド人民共和国（臨時政府）（1918年）
| 代 | 首相の氏名                              | 首相の氏名 | 在任期間                       |
| -- | --------------------------------------- | ---------- | ------------------------------ |
| 1  | イグナツィ・ダシンスキ Ignacy Daszyński |            | 1918年11月7日 - 1918年11月14日 |

### ポーランド共和国第二共和政（1918年 - 1939年）
| 代 | 首相の氏名                                                                | 首相の氏名                      | 在任期間                        | 大統領                          | 大統領                                                |
| -- | ------------------------------------------------------------------------- | ------------------------------- | ------------------------------- | ------------------------------- | ----------------------------------------------------- |
| 1  | イェンジェイ・モラチェフスキ Jędrzej Moraczewski                          |                                 | 1918年11月18日 - 1919年1月16日  | 1918年11月14日 - 1919年2月19日  | ユゼフ・ピウスツキ （国家元首 兼 ポーランド軍司令官） |
| 2  | イグナツィ・ヤン・パデレフスキ Ignacy Jan Paderewski                      |                                 | 1919年1月18日 - 1919年11月27日  | 1918年11月14日 - 1919年2月19日  | ユゼフ・ピウスツキ （国家元首 兼 ポーランド軍司令官） |
| 2  | イグナツィ・ヤン・パデレフスキ Ignacy Jan Paderewski                      | 1919年2月20日 - 1922年12月11日  | 1919年1月18日 - 1919年11月27日  | ユゼフ・ピウスツキ （国家元首） |                                                       |
| 3  | レオポルト・スクルスキ Leopold Skulski                                    | 1919年2月20日 - 1922年12月11日  |                                 | ユゼフ・ピウスツキ （国家元首） | 1919年12月13日 - 1920年6月9日                         |
| 4  | ヴィンツェンティ・ヴィトス Wincenty Witos                                 | 1919年2月20日 - 1922年12月11日  |                                 | ユゼフ・ピウスツキ （国家元首） | 1920年6月10日 - 1920年6月23日                         |
| 5  | ヴワディスワフ・グラプスキ Władysław Grabski                              | 1919年2月20日 - 1922年12月11日  |                                 | ユゼフ・ピウスツキ （国家元首） | 1920年6月27日 - 1920年7月24日                         |
| 6  | ヴィンツェンティ・ヴィトス Wincenty Witos                                 | 1919年2月20日 - 1922年12月11日  |                                 | ユゼフ・ピウスツキ （国家元首） | 1920年7月24日 - 1921年9月13日                         |
| 7  | アントニ・ポニコフスキ Antoni Ponikowski                                  | 1919年2月20日 - 1922年12月11日  |                                 | ユゼフ・ピウスツキ （国家元首） | 1921年9月19日 - 1922年6月6日                          |
| 8  | アルトゥル・シリヴィンスキ Artur Śliwiński                                | 1919年2月20日 - 1922年12月11日  |                                 | ユゼフ・ピウスツキ （国家元首） | 1922年6月28日 - 1922年7月7日                          |
| 9  | ユリアン・ノヴァク Julian Nowak                                           | 1919年2月20日 - 1922年12月11日  |                                 | ユゼフ・ピウスツキ （国家元首） | 1922年7月31日 - 1922年12月14日                        |
| 9  | ユリアン・ノヴァク Julian Nowak                                           | 1922年12月11日 - 1922年12月16日 | ガブリエル・ナルトヴィチ        |                                 | 1922年7月31日 - 1922年12月14日                        |
| 10 | ヴワディスワフ・シコルスキ Władysław Sikorski                             |                                 | 1922年12月16日 - 1923年5月26日  | 1922年12月22日 - 1926年3月14日  | スタニスワフ・ ヴォイチェホフスキ                     |
| 11 | ヴィンツェンティ・ヴィトス Wincenty Witos                                 |                                 | 1923年5月28日 - 1923年12月14日  | 1922年12月22日 - 1926年3月14日  | スタニスワフ・ ヴォイチェホフスキ                     |
| 12 | ヴワディスワフ・グラプスキ Władysław Grabski                              |                                 | 1923年12月19日 - 1925年11月14日 | 1922年12月22日 - 1926年3月14日  | スタニスワフ・ ヴォイチェホフスキ                     |
| 13 | アレクサンデル・スクシンスキ Aleksander Skrzyński                         |                                 | 1925年11月20日 - 1926年5月5日   | 1922年12月22日 - 1926年3月14日  | スタニスワフ・ ヴォイチェホフスキ                     |
| 14 | ヴィンツェンティ・ヴィトス Wincenty Witos                                 |                                 | 1926年5月10日 - 1926年5月14日   | 1922年12月22日 - 1926年3月14日  | スタニスワフ・ ヴォイチェホフスキ                     |
| 15 | カジミェシュ・バルテル Kazimierz Bartel                                   |                                 | 1926年5月15日 - 1926年9月30日   | 1922年12月22日 - 1926年3月14日  | スタニスワフ・ ヴォイチェホフスキ                     |
| 15 | カジミェシュ・バルテル Kazimierz Bartel                                   | 1926年6月4日 - 1939年9月30日    | 1926年5月15日 - 1926年9月30日   | イグナツィ・モシチツキ          |                                                       |
| 16 | ユゼフ・ピウスツキ Józef Piłsudski                                        | 1926年6月4日 - 1939年9月30日    |                                 | イグナツィ・モシチツキ          | 1926年10月2日 - 1928年6月27日                         |
| 17 | カジミェシュ・バルテル Kazimierz Bartel                                   | 1926年6月4日 - 1939年9月30日    |                                 | イグナツィ・モシチツキ          | 1928年6月27日 - 1929年4月13日                         |
| 18 | カジミェシュ・シフィタルスキ Kazimierz Świtalski                          | 1926年6月4日 - 1939年9月30日    |                                 | イグナツィ・モシチツキ          | 1929年4月14日 - 1929年12月7日                         |
| 19 | カジミェシュ・バルテル Kazimierz Bartel                                   | 1926年6月4日 - 1939年9月30日    |                                 | イグナツィ・モシチツキ          | 1929年12月29日 - 1930年3月15日                        |
| 20 | ヴァレルィ・スワヴェク Walery Sławek                                      | 1926年6月4日 - 1939年9月30日    |                                 | イグナツィ・モシチツキ          | 1930年3月29日 - 1930年6月23日                         |
| 21 | ユゼフ・ピウスツキ Józef Piłsudski                                        | 1926年6月4日 - 1939年9月30日    |                                 | イグナツィ・モシチツキ          | 1930年8月25日 - 1930年12月4日                         |
| 22 | ヴァレルィ・スワヴェク Walery Sławek                                      | 1926年6月4日 - 1939年9月30日    |                                 | イグナツィ・モシチツキ          | 1930年12月4日 - 1931年5月26日                         |
| 23 | アレクサンデル・プルィストル Aleksander Prystor                           | 1926年6月4日 - 1939年9月30日    |                                 | イグナツィ・モシチツキ          | 1931年5月27日 - 1933年5月9日                          |
| 24 | ヤヌシュ・イェンジェイェヴィチ Janusz Jędrzejewicz                        | 1926年6月4日 - 1939年9月30日    |                                 | イグナツィ・モシチツキ          | 1933年5月10日 - 1934年5月13日                         |
| 25 | レオン・コズウォフスキ Leon Kozłowski                                     | 1926年6月4日 - 1939年9月30日    |                                 | イグナツィ・モシチツキ          | 1934年5月15日 - 1935年3月28日                         |
| 26 | ヴァレルィ・スワヴェク Walery Sławek                                      | 1926年6月4日 - 1939年9月30日    |                                 | イグナツィ・モシチツキ          | 1935年3月28日 - 1935年10月12日                        |
| 27 | マリアン・ ズィンドラム＝コシチャウコフスキ Marian Zyndram-Kościałkowski  | 1926年6月4日 - 1939年9月30日    |                                 | イグナツィ・モシチツキ          | 1935年10月13日 - 1936年5月15日                        |
| 28 | フェリツィヤン・ スワヴォイ・スクワトコフスキ Felicjan Sławoj Składkowski | 1926年6月4日 - 1939年9月30日    |                                 | イグナツィ・モシチツキ          | 1936年5月15日 - 1939年9月30日                         |

### ポーランド共和国亡命政府（ロンドン亡命政府）（1939年 - 1990年）
| 代 | 首相の氏名                                        | 首相の氏名                     | 在任期間                       | 大統領                       | 大統領                            |
| -- | ------------------------------------------------- | ------------------------------ | ------------------------------ | ---------------------------- | --------------------------------- |
| 1  | ヴワディスワフ・シコルスキ Władysław Sikorski     |                                | 1939年9月30日 - 1943年7月4日   | 1939年9月30日 - 1947年6月6日 | ヴワディスワフ・ ラチュキェヴィチ |
| 2  | スタニスワフ・ミコワイチク Stanisław Mikołajczyk  |                                | 1943年7月14日 - 1944年11月24日 | 1939年9月30日 - 1947年6月6日 | ヴワディスワフ・ ラチュキェヴィチ |
| 3  | トマシュ・アルチシェフスキ Tomasz Arciszewski     |                                | 1944年11月29日 - 1947年7月2日  | 1939年9月30日 - 1947年6月6日 | ヴワディスワフ・ ラチュキェヴィチ |
| 3  | トマシュ・アルチシェフスキ Tomasz Arciszewski     | 1947年6月9日 - 1972年4月7日    | 1944年11月29日 - 1947年7月2日  | アウグスト・ ザレスキ        |                                   |
| 4  | タデウシュ・コモロフスキ Tadeusz Komorowski       | 1947年6月9日 - 1972年4月7日    |                                | アウグスト・ ザレスキ        | 1947年7月2日 - 1949年2月10日      |
| 5  | タデウシュ・トマシェフスキ Tadeusz Tomaszewski    | 1947年6月9日 - 1972年4月7日    |                                | アウグスト・ ザレスキ        | 1949年4月7日 - 1950年9月25日      |
| 6  | ロマン・オジェジンスキ Roman Odzierzyński         | 1947年6月9日 - 1972年4月7日    |                                | アウグスト・ ザレスキ        | 1950年9月25日 - 1953年12月8日     |
| 7  | イェジ・フルィニェフスキ Jerzy Hryniewski         | 1947年6月9日 - 1972年4月7日    |                                | アウグスト・ ザレスキ        | 1954年1月18日 - 1954年3月13日     |
| 8  | スタニスワフ・マツキェヴィチ Stanisław Mackiewicz | 1947年6月9日 - 1972年4月7日    |                                | アウグスト・ ザレスキ        | 1954年6月8日 - 1955年6月21日      |
| 9  | フゴン・ハンケ Hugon Hanke                        | 1947年6月9日 - 1972年4月7日    |                                | アウグスト・ ザレスキ        | 1955年8月8日 - 1955年9月10日      |
| 10 | アントニ・パヨンク Antoni Pająk                   | 1947年6月9日 - 1972年4月7日    |                                | アウグスト・ ザレスキ        | 1955年9月10日 - 1965年6月14日     |
| 11 | アレクサンデル・ザヴィシャ Aleksander Zawisza     | 1947年6月9日 - 1972年4月7日    |                                | アウグスト・ ザレスキ        | 1965年6月25日 - 1970年6月9日      |
| 12 | ズィグムント・ムフニェフスキ Zygmunt Muchniewski  | 1947年6月9日 - 1972年4月7日    |                                | アウグスト・ ザレスキ        | 1970年7月20日 - 1972年7月13日     |
| 12 | ズィグムント・ムフニェフスキ Zygmunt Muchniewski  | 1947年6月9日 - 1972年4月7日    | スタニスワフ・ オストロフスキ  |                              | 1970年7月20日 - 1972年7月13日     |
| 13 | アルフレト・ウルバンスキ Alfred Urbański          | 1947年6月9日 - 1972年4月7日    | スタニスワフ・ オストロフスキ  |                              | 1972年7月18日 - 1976年7月15日     |
| 14 | カジミェシュ・サバト Kazimierz Sabbat             | 1947年6月9日 - 1972年4月7日    | スタニスワフ・ オストロフスキ  |                              | 1976年8月5日 - 1986年4月8日       |
| 14 | カジミェシュ・サバト Kazimierz Sabbat             | 1979年4月8日 - 1986年4月8日    | エドヴァルト・ ラチンスキ      |                              | 1976年8月5日 - 1986年4月8日       |
| 15 | エドヴァルト・シュチェパニク Edward Szczepanik    |                                | 1986年4月8日 - 1990年12月22日  | 1986年4月8日 - 1989年7月19日 | カジミェシュ・ サバト             |
| 15 | エドヴァルト・シュチェパニク Edward Szczepanik    | 1989年7月19日 - 1990年12月22日 | 1986年4月8日 - 1990年12月22日  | リシャルト・ カチョロフスキ  |                                   |

### ポーランド共和国（臨時政府）（1944年 - 1952年）
| 代 | 首相の氏名                                                | 首相の氏名 | 在任期間                     | 所属政党                                           |
| -- | --------------------------------------------------------- | ---------- | ---------------------------- | -------------------------------------------------- |
| 1  | エドヴァルト・オスプカ＝モラフスキ Edward Osóbka-Morawski |            | 1944年7月22日 - 1947年2月5日 | ポーランド社会党 PPS                               |
| 2  | ユゼフ・ツィランキェヴィチ Józef Cyrankiewicz             |            | 1947年2月6日 - 1952年7月22日 | ポーランド社会党 PPS ↓ ポーランド統一労働者党 PZPR |

### ポーランド人民共和国（1952年 - 1989年）
| 代 | 首相の氏名                                     | 首相の氏名 | 在任期間                       | 所属政党                    |
| -- | ---------------------------------------------- | ---------- | ------------------------------ | --------------------------- |
| 1  | ユゼフ・ツィランキェヴィチ Józef Cyrankiewicz  |            | 1952年7月22日 - 1952年11月20日 | ポーランド統一労働者党 PZPR |
| 2  | ボレスワフ・ビェルト Bolesław Bierut           |            | 1952年11月20日 - 1954年3月18日 | ポーランド統一労働者党 PZPR |
| 3  | ユゼフ・ツィランキェヴィチ Józef Cyrankiewicz  |            | 1954年3月18日 - 1970年12月23日 | ポーランド統一労働者党 PZPR |
| 4  | ピョトル・ヤロシェヴィチ Piotr Jaroszewicz     |            | 1970年12月23日 - 1980年2月18日 | ポーランド統一労働者党 PZPR |
| 5  | エドヴァルト・バビュフ Edward Babiuch          |            | 1980年2月18日 - 1980年8月24日  | ポーランド統一労働者党 PZPR |
| 6  | ユゼフ・ピンコフスキ Józef Pińkowski           |            | 1980年8月24日 - 1981年2月11日  | ポーランド統一労働者党 PZPR |
| 7  | ヴォイチェフ・ヤルゼルスキ Wojciech Jaruzelski |            | 1981年2月11日 - 1985年11月6日  | ポーランド統一労働者党 PZPR |
| 8  | ズビグニェフ・メスネル Zbigniew Messner        |            | 1985年11月6日 - 1988年9月27日  | ポーランド統一労働者党 PZPR |
| 9  | ミェチスワフ・ラコフスキ Mieczysław Rakowski   |            | 1988年9月27日 - 1989年8月1日   | ポーランド統一労働者党 PZPR |
| 10 | チェスワフ・キシュチャク Czesław Kiszczak      |            | 1989年8月2日 - 1989年8月24日   | ポーランド統一労働者党 PZPR |
| 11 | タデウシュ・マゾヴィエツキ Tadeusz Mazowiecki  |            | 1989年8月24日 - 1989年12月31日 | 「連帯」市民委員会 KO "S"   |

### ポーランド共和国第三共和政（1989年 - ）
| 代 | 首相の氏名                                                | 首相の氏名                            | 在任期間                            | 所属政党                       | 大統領                          | 大統領                      |
| -- | --------------------------------------------------------- | ------------------------------------- | ----------------------------------- | ------------------------------ | ------------------------------- | --------------------------- |
| 1  | タデウシュ・マゾヴィエツキ Tadeusz Mazowiecki             |                                       | 1989年12月31日 - 1991年1月4日       | 「連帯」市民委員会 KO "S"      | 1989年12月31日 - 1990年12月22日 | ヴォイチェフ・ ヤルゼルスキ |
| 1  | タデウシュ・マゾヴィエツキ Tadeusz Mazowiecki             | 1990年12月22日 - 1995年12月22日       | 1989年12月31日 - 1991年1月4日       | 「連帯」市民委員会 KO "S"      | レフ・ヴァウェンサ              |                             |
| 2  | ヤン・クシシュトフ・ビェレツキ Jan Krzysztof Bielecki     | 1990年12月22日 - 1995年12月22日       |                                     | 1991年1月4日 - 1991年12月6日   | レフ・ヴァウェンサ              | 自由民主会議 KL-D           |
| 3  | ヤン・オルシェフスキ Jan Olszewski                        | 1990年12月22日 - 1995年12月22日       |                                     | 1991年12月6日 - 1992年6月5日   | レフ・ヴァウェンサ              | 中央協議会 PC               |
| 4  | ヴァルデマル・パヴラク Waldemar Pawlak                    | 1990年12月22日 - 1995年12月22日       |                                     | 1992年6月5日 - 1992年7月11日   | レフ・ヴァウェンサ              | ポーランド農民党 PSL        |
| 5  | ハンナ・スホツカ Hanna Suchocka                           | 1990年12月22日 - 1995年12月22日       |                                     | 1992年7月11日 - 1993年10月25日 | レフ・ヴァウェンサ              | 民主連合 UD                 |
| 6  | ヴァルデマル・パヴラク Waldemar Pawlak                    | 1990年12月22日 - 1995年12月22日       |                                     | 1993年10月26日 - 1995年3月6日  | レフ・ヴァウェンサ              | ポーランド農民党 PSL        |
| 7  | ユゼフ・オレクスィ Józef Oleksy                           | 1990年12月22日 - 1995年12月22日       |                                     | 1995年3月7日 - 1996年2月7日    | レフ・ヴァウェンサ              | 民主左翼連合 SLD            |
| 7  | ユゼフ・オレクスィ Józef Oleksy                           | 第1期 1995年12月23日 - 2000年12月23日 | アレクサンデル・ クファシニェフスキ | 1995年3月7日 - 1996年2月7日    |                                 | 民主左翼連合 SLD            |
| 8  | ヴウォジミェシュ・チモシェヴィチ Włodzimierz Cimoszewicz  | 第1期 1995年12月23日 - 2000年12月23日 | アレクサンデル・ クファシニェフスキ |                                | 1996年2月7日 - 1997年10月31日   | 民主左翼連合 SLD            |
| 9  | イェジ・ブゼク Jerzy Buzek                                | 第1期 1995年12月23日 - 2000年12月23日 | アレクサンデル・ クファシニェフスキ |                                | 1997年10月31日 - 2001年10月19日 | 「連帯」選挙行動 AWS        |
| 9  | イェジ・ブゼク Jerzy Buzek                                | 第2期 2000年12月23日 - 2005年12月23日 | アレクサンデル・ クファシニェフスキ |                                | 1997年10月31日 - 2001年10月19日 | 「連帯」選挙行動 AWS        |
| 10 | レシェク・ミレル Leszek Miller                            |                                       | アレクサンデル・ クファシニェフスキ | 2001年10月19日 - 2004年5月2日  | 民主左翼連合 SLD                |                             |
| 11 | マレック・ベルカ Marek Belka                              |                                       | アレクサンデル・ クファシニェフスキ | 2004年5月2日 - 2005年10月31日  | 民主左翼連合 SLD                |                             |
| 12 | カジミェシュ・ マルチンキェヴィチ Kazimierz Marcinkiewicz |                                       | アレクサンデル・ クファシニェフスキ | 2005年10月31日 - 2006年7月14日 | 法と正義 PiS                    |                             |
| 12 | カジミェシュ・ マルチンキェヴィチ Kazimierz Marcinkiewicz | 2005年12月23日 - 2010年4月10日        | レフ・カチンスキ                    | 2005年10月31日 - 2006年7月14日 | 法と正義 PiS                    |                             |
| 13 | ヤロスワフ・カチンスキ Jarosław Kaczyński                 | 2005年12月23日 - 2010年4月10日        | レフ・カチンスキ                    |                                | 2006年7月14日 - 2007年11月16日  | 法と正義 PiS                |
| 14 | ドナルド・トゥスク Donald Tusk                            | 2005年12月23日 - 2010年4月10日        | レフ・カチンスキ                    |                                | 2007年11月16日 - 2014年9月22日  | 市民プラットフォーム PO     |
| 14 | ドナルド・トゥスク Donald Tusk                            | 2010年4月10日 - 2010年8月6日          | 代行                                |                                | 2007年11月16日 - 2014年9月22日  | 市民プラットフォーム PO     |
| 14 | ドナルド・トゥスク Donald Tusk                            | 2010年8月6日 - 2015年8月6日           | ブロニスワフ・ コモロフスキ         |                                | 2007年11月16日 - 2014年9月22日  | 市民プラットフォーム PO     |
| 15 | エヴァ・コパチ Ewa Kopacz                                 | 2010年8月6日 - 2015年8月6日           | ブロニスワフ・ コモロフスキ         |                                | 2014年9月22日 - 2015年11月16日  | 市民プラットフォーム PO     |
| 15 | エヴァ・コパチ Ewa Kopacz                                 | 2015年8月6日 - 在任中                 | アンジェイ・ ドゥダ                 |                                | 2014年9月22日 - 2015年11月16日  | 市民プラットフォーム PO     |
| 16 | ベアタ・シドゥウォ Beata Maria Szydło                     | 2015年8月6日 - 在任中                 | アンジェイ・ ドゥダ                 |                                | 2015年11月16日 - 2017年12月11日 | 法と正義 PiS                |
| 17 | マテウシュ・モラヴィエツキ Mateusz Jakub Morawiecki       | 2015年8月6日 - 在任中                 | アンジェイ・ ドゥダ                 |                                | 2017年12月11日 - 2023年12月13日 | 法と正義 PiS                |
| 18 | ドナルド・トゥスク Donald Tusk                            | 2015年8月6日 - 在任中                 | アンジェイ・ ドゥダ                 |                                | 2023年12月13日 - （現職）       | 市民プラットフォーム PO     |

| 共産主義政党 |
| 「連帯」系   |
| 中道右派政党 |
| 右派政党     |
| 中道政党     |
| 中道左派政党 |

1. ↑  2010年4月10日から7月8日までブロニスワフ・コモロフスキ、7月8日の数時間はボグダン・ボルセヴィチ、7月8日から8月6日までグジェゴシュ・スヘティナ。
2. ↑  “ポーランド、コパチ氏が首相就任　女性２人目”. 47NEWS. (2014年9月22日) 2014年9月23日閲覧。